# Südpark (Klagenfurt am Wörthersee)
Der Südpark ist ein Einkaufszentrum südöstlich des Zentrums von Klagenfurt am Wörthersee, der Landeshauptstadt von Kärnten.

## Geschichte
Der Südpark wurde 1998 eröffnet. Auf einer Gesamtfläche von 22.700 m² befinden sich 76 Geschäfte und 9 Gastronomiebetriebe. Das zweistöckige Einkaufszentrum verzeichnet im Jahr rund 2,8 Millionen Besucher.

## Weitere Daten
Eigentümer des Südparks ist seit 2011 zu 100 % die Unternehmensgruppe des Tiroler Unternehmers Anton Pletzer. Der Südpark ist mit öffentlichen Verkehrsmitteln mit der Buslinie A zu erreichen, den Kunden stehen ca. 700 kostenlose Parkplätze zur Verfügung.

## Soziale Verantwortung und Nachhaltigkeit
Im Südpark stehen den Kunden zwei Elektrotankstellen zur Verfügung, bei denen Elektrofahrzeuge kostenlos aufgetankt werden können. Weiters wird der Verbrauch von Wasser durch den Einbau von wasserlosen Urinalen und wassersparenden Armaturen gesenkt.